# Arytmetyka w rachunku lambda
Arytmetyka w rachunku lambda – rodzaj arytmetyki związanej z rachunkiem lambda, opierającej się na liczbach naturalnych Churcha.

## Następnik
Funkcja {\displaystyle S} następnika jest zdefiniowana następująco:
{\displaystyle S\equiv \lambda xyz.y(xyz).}
Procedura ta nie robi nic innego jak „dodaje” jeszcze jedno wywołanie funkcji do pewnej liczby, przez co staje się ona liczbą o jeden większą.

## Dodawanie
Aby dodać dwie liczby naturalne Churcha {\displaystyle K} i {\displaystyle L} należy {\displaystyle K}-krotnie zastosować funkcję następnika do liczby {\displaystyle L} (lub na odwrót, dodawanie jest przemienne):
{\displaystyle \oplus \equiv \lambda xy.xSy.}
Z definicji liczb naturalnych Churcha wiemy, że wywołując funkcję pewnej liczby {\displaystyle K} na dwóch argumentach – funkcji {\displaystyle f} i zmiennej {\displaystyle x,} stosujemy funkcję {\displaystyle f} {\displaystyle K}-krotnie do zmiennej {\displaystyle x.}

## Mnożenie
Mnożenie w rachunku lambda zdefiniowane jest następująco:
{\displaystyle \otimes \equiv \lambda xyz.x(yz).}
Obliczając według tej funkcji iloczyn {\displaystyle \otimes xy,} {\displaystyle x}-krotnie powielamy term {\displaystyle (yz),} po czym podstawiając {\displaystyle y} przy każdym {\displaystyle x}-owym powieleniu, dostajemy {\displaystyle y} wywołań – w sumie {\displaystyle x\times y.}

## Poprzednik
Poprzednikiem liczby {\displaystyle K} nazywamy taką liczbę {\displaystyle L,} że następnikiem liczby {\displaystyle L} jest {\displaystyle K} (liczba {\displaystyle 0} nie ma poprzednika, przez co jest ona poprzednikiem siebie samej).
W zapisie matematycznym:
{\displaystyle P(K)=L\iff S(L)=K,}
{\displaystyle P(0)=0.}
W rachunku lambda stworzenie takiej funkcji nie jest tak łatwe jak stworzenie funkcji następnika {\displaystyle S.} Do tego posługujemy się strukturami danych opisanymi w artykule rachunek lambda.
Tworzymy funkcję {\displaystyle \Psi ,} która z pary {\displaystyle (a,b)} tworzy parę {\displaystyle (a+1,a){:}}
{\displaystyle \Psi \equiv \lambda pz.z(S(pT))(pT).}
Funkcja poprzednika {\displaystyle P} liczby {\displaystyle K} jest zdefiniowana jako {\displaystyle K}-krotna aplikacja funkcji {\displaystyle \Psi } do pary {\displaystyle \lambda z.z00,} a potem pobranie drugiego jej elementu:
{\displaystyle P\equiv \lambda n.(n\Psi (\lambda z.z00))F.}

## Odejmowanie
Odejmowanie, podobnie jak w przypadku dodawania, jest zdefiniowane jako wielokrotna aplikacja funkcji poprzednika (w tym wypadku pamiętając o przemienności – odejmowanie przemienne nie jest):
{\displaystyle \ominus \equiv \lambda xy.yPx.}

## Potęgowanie
Aby policzyć potęgę {\displaystyle x^{y}} należy wykorzystać to, że {\displaystyle y} jest naturalne. Wiadomo, że:
{\displaystyle x^{y}=\underbrace {x*x*x*\ldots *x} _{y{\text{-razy}}}.}
Tak więc na przykład {\displaystyle x^{3}} w rachunku lambda będzie zapisane jako:
{\displaystyle \otimes (\otimes (x)x)x.}
Widzimy, że jest to parokrotna aplikacja funkcji {\displaystyle \otimes } – można by posłużyć się podobnym algorytmem jak przy dodawaniu lub odejmowaniu, gdyby nie to, że {\displaystyle \otimes } jest funkcją dwuargumentową.
W takim wypadku możemy zdefiniować funkcję {\displaystyle \Xi ,} która pobiera parę {\displaystyle (a,x)} i zwraca parę {\displaystyle (a*x,x){:}}
{\displaystyle \Xi \equiv \lambda pz.z(\otimes (pT)(pF))(pF).}
Więc aplikując {\displaystyle y}-krotnie funkcję {\displaystyle \Xi } do pary {\displaystyle (1,x)} i zabierając jej pierwszy element otrzymamy {\displaystyle x^{y}{:}}
{\displaystyle {\mbox{pow}}\equiv \lambda xy.(y\Xi (\lambda z.z1x))T.}